# Hvozdeț, Starîi Sambir
Hvozdeț (în ucraineană Гвоздець) este un sat în comuna Holovețko din raionul Starîi Sambir, regiunea Liov, Ucraina.

## Demografie
Componența lingvistică a localității Hvozdeț
     Ucraineană (100%)
Conform recensământului din 2001, toată populația localității Hvozdeț era vorbitoare de ucraineană (100%).